# AnyTech365 Andalucia Open 2021
L'Andalucia Open 2021 è stato un torneo di tennis giocato sulla Terra Rossa. È stata la prima edizione dell'Andalucia Open, facente parte dell'ATP Tour 250 nell'ambito dell'ATP Tour 2021. Si è giocato nell'impianto Club de Tennis Puente Romano a Marbella, Spagna, dal 5 all'11 aprile 2021.

## Partecipanti

### Teste di serie
| Nazionalità   | Giocatore                   | Ranking* | Testa di serie |
| ------------- | --------------------------- | -------- | -------------- |
| Spagna        | Pablo Carreño Busta         | 15       | 1              |
| Italia        | Fabio Fognini               | 17       | 2              |
| Norvegia      | Casper Ruud                 | 25       | 3              |
| Spagna        | Albert Ramos Viñolas        | 47       | 4              |
| Spagna        | Alejandro Davidovich Fokina | 55       | 5              |
| Spagna        | Feliciano López             | 64       | 6              |
| Corea del Sud | Kwon Soon-woo               | 79       | 7              |
| Argentina     | Federico Delbonis           | 80       | 8              |

* Ranking al 29 marzo 2021.

### Altri partecipanti
I seguenti giocatori hanno ricevuto una wild card per il tabellone principale:
- Carlos Alcaraz
- Fabio Fognini
- Holger Rune

I seguenti giocatori sono entrati in tabellone passando dalle qualificazioni:

- Bernabé Zapata Miralles
- Nikola Milojević
- Mario Vilella Martínez
- Henri Laaksonen

### Ritiri
Prima del torneo
- Pablo Andújar → sostituito da  Michail Kukuškin
- Roberto Bautista Agut → sostituito da  Facundo Bagnis
- Richard Gasquet → sostituito da  Francisco Cerúndolo
- Lloyd Harris → sostituito da  Norbert Gombos
- Dušan Lajović → sostituito da  Tarō Daniel
- Cameron Norrie → sostituito da  Roberto Carballés Baena
- Alexei Popyrin → sostituito da  Il'ja Ivaška
- Andrej Rublëv → sostituito da  Damir Džumhur
- Stan Wawrinka → sostituito da  Pedro Martínez

## Partecipanti al doppio

### Teste di serie
| Nazione       | Giocatore         | Nazione     | Giovatore         | Ranking* | Testa di serie |
| ------------- | ----------------- | ----------- | ----------------- | -------- | -------------- |
| Belgio        | Sander Gillé      | Belgio      | Joran Vliegen     | 74       | 1              |
| Nuova Zelanda | Marcus Daniell    | Austria     | Philipp Oswald    | 78       | 2              |
| Brasile       | Marcelo Demoliner | Messico     | Santiago González | 94       | 3              |
| El Salvador   | Marcelo Arévalo   | Paesi Bassi | Matwé Middelkoop  | 97       | 4              |

* Ranking aggiornato al 22 marzo 2021.

### Altri partecipanti
Le seguenti coppie hanno ricevuto una wildcard per il tabellone principale:
- Feliciano López /  Marc López
- David Marrero /  Adrián Menéndez Maceiras

### Ritiri
Prima del torneo
- Marcelo Demoliner /  Santiago González → sostituiti da  Santiago González /  Miguel Ángel Reyes Varela
- Cameron Norrie /  Matt Reid → sostituiti da  Ričardas Berankis /  Artem Sitak

## Punti
| Evento    | V   | F   | SF | QF | 2T | 1T   | Q    | Q2   | Q1   |
| Singolare | 250 | 150 | 90 | 45 | 20 | 0    | 12   | 6    | 0    |
| Doppio    | 250 | 150 | 90 | 45 | 0  | N.D. | N.D. | N.D. | N.D. |

## Montepremi
| Evento    | V | F | SF | QF | 2T | 1T   | Q2   | Q1   |
| Singolare | € | € | €  | €  | €  | €    | €    | €    |
| Doppio *  | € | € | €  | €  | €  | N.D. | N.D. | N.D. |

* per team

## Campioni

### Singolare
Pablo Carreño Busta ha sconfitto in finale  Jaume Munar con il punteggio di 6–1, 2–6, 6–4.
- È il quinto titolo in carriera per Carreño Busta, il primo della stagione.

### Doppio
Ariel Behar /  Gonzalo Escobar hanno sconfitto in finale  Tomislav Brkić /  Nikola Ćaćić con il punteggio di 6–2, 6–4.